# Batusumur
Batusumur is een bestuurslaag in het regentschap Tasikmalaya van de provincie West-Java, Indonesië. Batusumur telt 3892 inwoners (volkstelling 2010).